# Padiglione di Barcellona
Il padiglione tedesco, meglio noto come Padiglione di Barcellona, era una delle opere principali dell'architetto tedesco Ludwig Mies van der Rohe (1886-1969), e Lilly Reich (1885-1947), eretto per dell'Esposizione Universale tenutasi nella città spagnola di Barcellona nel 1929. Nel padiglione Mies van der Rohe introdusse per la prima volta alcune significative innovazioni architettoniche, sfruttando i principi di "pianta libera" e degli "spazi fluenti". Come tradizione per gli edifici costruiti per le grandi esposizioni universali, anche li Padiglione tedesco fu concepito come costruzione temporanea e fu demolito all'inizio del 1930. A seguito di un accurato studio delle fotografie realizzate durante l'Esposizione, il padiglione fu interamente ricostruito da un gruppo di architetti spagnoli tra il 1983 e il 1986, ed oggi è possibile visitarlo.

## Storia
In seguito al successo dell'esposizione del Werkbund a Stoccarda nel 1927, il governo tedesco aveva incaricato Mies van der Rohe della direzione artistica e della costruzione degli edifici per la sezione tedesca dell'Esposizione internazionale di Barcellona che si sarebbe svolta due anni più tardi. Il compito assegnatogli era fortemente condizionato dalla situazione economica incerta e da forti limitazioni temporali, in quanto l'incarico gli fu affidato con relativo ritardo. Il commissario tedesco, Georg von Schnitzler disse che il padiglione avrebbe dovuto "dare voce allo spirito di una nuova era". Il Padiglione doveva quindi rappresentare la nuova Germania, democratica, culturalmente all'avanguardia, prospera e pacifista.
Progettato come padiglione espositivo temporaneo, l'edificio era quindi destinato ad essere smantellato alla fine della manifestazione. I tempi ridotti per la realizzazione, i tagli al budget e i metodi costruttivi inadeguati ad una struttura tanto moderna portarono ad alcuni difetti strutturali, soprattutto legati alla scarsa tenuta del tetto. Completato nel maggio 1929 l'edificio fu distrutto all'inizio del 1930.

## Descrizione

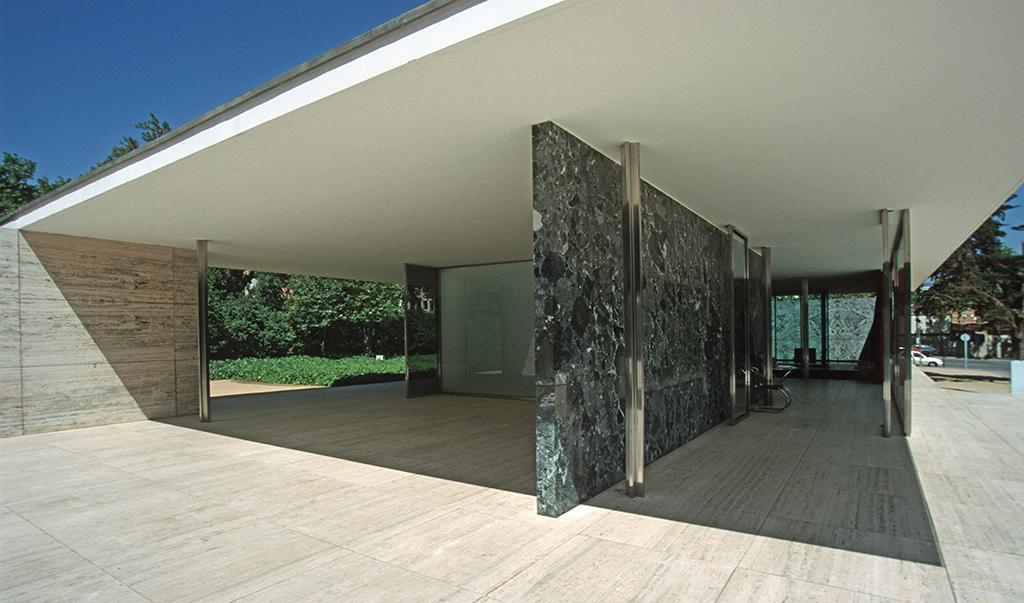
Veduta dell'ambiente centrale

La struttura poggia interamente sopra un podio di travertino alla cui estremità sud si eleva un segmento di muro dello stesso materiale che comporta una svolta di 180° e conduce ad un piccolo edificio annesso. Una grande vasca rettangolare si estende verso sud-est, circondata dalle lastre del pavimento che proseguono oltre il bordo creando una continuità visiva dando l'impressione che l'acqua continui a scorrere sotto il basamento. 
Una seconda vasca più piccola è situata sul lato nord, dove il podio è circondato da un segmento di muro di marmo verde a forma di "U" che separa questa parte della struttura dall'esterno.
Il tetto, completamente piano, è sostenuto da otto pilastri cruciformi cromati molto sottili che danno una forte impressione di leggerezza che rivelano il carattere non portante delle pareti: lastre di pietra pregiata come marmo di Tino, marmo antico di Vert, onice dorato oppure di vetro colorato grigio, verde, bianco e traslucido, fungono unicamente da preziosi elementi divisori che sembrano intrecciarsi e fluire l'uno dentro l'altro al di sotto e oltre il tetto in modo tale da creare una continuità tra esterno ed interno.

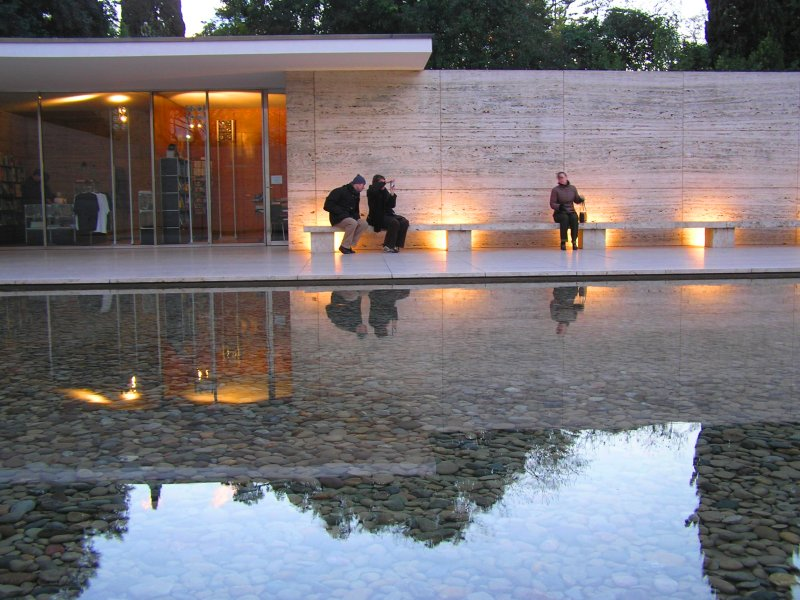
La vasca maggiore e la lunga panca in travertino

Il padiglione è caratterizzato da una pianta "libera", il che permette al visitatore di spaziare attraverso i variegati ambienti dal confine incerto, che permettono di apprezzare il dinamismo e il ritmo delle scansioni e delle pareti. L'accesso all'interno, definito dalla lastra del tetto, richiede una svolta di 180° che conduce ad uno stretto corridoio d'accesso chiuso a destra da una parete di vetro e a sinistra da una parete di marmo che conduce all'ambiente principale. Questo ambiente è un grande spazio rettangolare dominato da una lunga lastra di onice dorato di fronte al quale sono posizionate delle sedute e un tavolo posizionate sopra un tappeto nero e protetti dalla luce dell'ingresso da una tenda di seta rossa. Sulla sinistra della parete di onice, vi è una parete opalina di vetro smerigliato illuminata dall'interno. Altri elementi a parete sono presenti a rompere la continuità spaziale, e il muro esterno sulla destra introduce i visitatori in una piccola corte scoperta che ospita la vasca d'acqua più piccola.
In fondo al piccolo specchio d'acqua è posizionata una statua in bronzo "Der Morgen" (il mattino) di Georg Kolbe; una figura femminile che esce dall'acqua e alza le braccia verso il cielo. La statua si staglia contro uno sfondo verde scuro dettato dalla parete prima citata a forma di "U", e girando a sinistra il visitatore si trova all'interno di un ambiente delimitato in parte da una lastra in onice e sul fondo da un pannello vetrato. 
I critici contemporanei definirono la struttura come un'oasi che invitava i visitatori dell'affollata esposizione ad una breve sosta.